# Spermacoce erioclada
Spermacoce erioclada är en måreväxtart som beskrevs av Dc.. Spermacoce erioclada ingår i släktet Spermacoce och familjen måreväxter.
Artens utbredningsområde är Peru. Inga underarter finns listade i Catalogue of Life.